# Puškinův dům
Puškinův dům (rusky Пушкинский Дом) je budova, v níž sídlí Ústav ruské literatury Ruské akademie věd. Nachází se v Petrohradu na adrese Makarovovo nábřeží č. 4.

## Historie
V roce 1899 se v Rusku slavilo sté výročí narození Alexandra Sergejeviče Puškina a při této příležitosti se objevil návrh na založení instituce, která by se věnovala sběru a studiu materiálů spojených s Puškinovým životem a dílem. Myšlenku podpořila řada vědců a umělců i velkokníže Konstantin Konstantinovič Romanov a 15. prosince 1905 začal Puškinův dům fungovat jako nevládní organizace. V roce 1918 se stal oficiální součástí akademie věd, v roce 1920 byl přejmenován na Ústav ruské literatury a začal se věnovat i tvorbě dalších autorů. V roce 1925 získal rozsáhlou kolekci Puškinových rukopisů a korespondence, kterou mu odkázal ve své závěti pařížský sběratel Alexandr Fjodorovič Oněgin. Původně muzeum sídlilo v budově akademie věd na Univerzitním nábřeží, v roce 1927 se přestěhovalo do bývalé celnice na Vasiljevském ostrově, která byla postavena v roce 1832 podle projektu Giovanniho Francesca Lucchiniho v neopalladiánském stylu. Roku 1995 byla budova zapsána na seznam státem chráněných objektů kulturního významu. Od roku 1999 je před vstupem do budovy umístěna Puškinova busta, kterou vytvořil Ivan Šreder.
Puškinův dům má oddělení zaměřená na starou ruskou literaturu, lidovou slovesnost, moderní literaturu, vztahy ruské a zahraniční literatury a centrum teoretického výzkumu. Ústav organizuje vědecké konference, vydává odborné publikace i časopis Russkaja litěratura. Pod jeho správu patří také Puškinova muzea v Carském Sele a u řeky Mojky v Petrohradu. Jeho ředitelem je od roku 2007 Vsevolod Bagno. O Puškinově domě napsal Alexandr Blok stejnojmennou báseň a Andrej Bitov stejnojmenný román.